# Neuer Weg 33 (Quedlinburg)

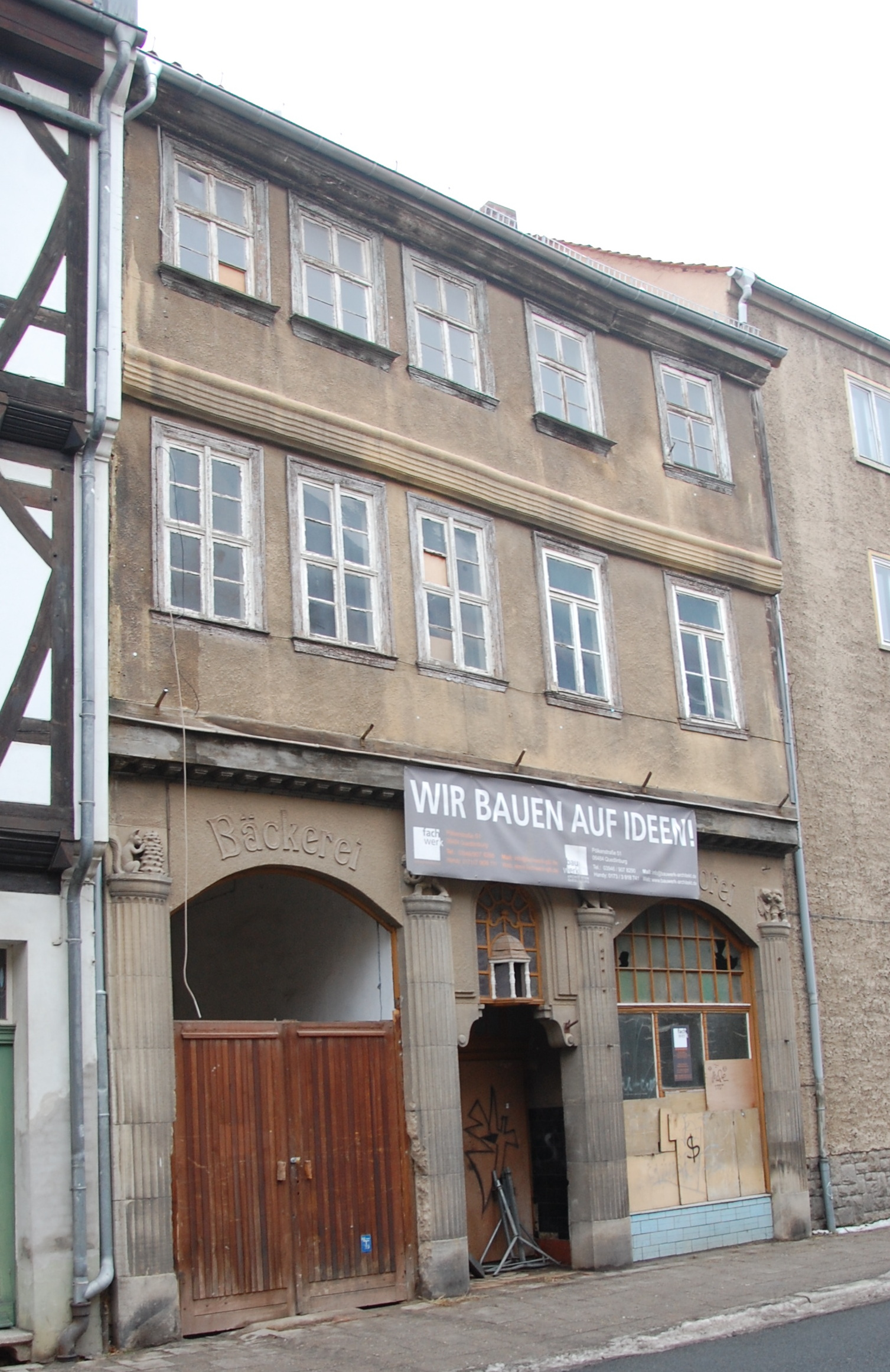
Haus Neuer Weg 33

Das Haus Neuer Weg 33 ist ein denkmalgeschütztes Gebäude in Quedlinburg in Sachsen-Anhalt.

## Lage
Es ist im Quedlinburger Denkmalverzeichnis als Ackerbürgerhaus eingetragen und befindet sich südlich der historischen Quedlinburger Altstadt, auf der Westseite des Neuen Wegs. Südlich grenzt das gleichfalls denkmalgeschützte Haus Neuer Weg 32 an.

## Architektur und Geschichte
Das dreigeschossige verputzte Fachwerkhaus entstand in seinem Kern in der Zeit des Barock um 1740. Eine Aufstockung auf die heutige Höhe erfolgte im Jahr 1898. 1910 wurde das Erdgeschoss umgebaut und ein Ladengeschäft im Stil des Neoklassizismus und des Jugendstils eingefügt. Als Verzierungen wurden auf das Bäckereihandwerk abstellende plastische Verzierungen eingesetzt.
Nach längerem Leerstand war das Haus sanierungsbedürftig. Die Sanierung wurde 2014 in Angriff genommen. Das Haus wird heute zu Wohnzwecken genutzt. Im Rahmen der Sanierung wurden zunächst auf dem Hof befindliche Anbauten, darunter das ehemalige aus Backstein errichtete Backhaus der Bäckerei Höbig, zum Teil abgebrochen. Ein zum Erhalt vorgesehener Fachwerkflügel erhielt ein neues Flachdach. Die Rückwand des Vorderhauses musste notgesichert werden.
Inzwischen steht die Fassade wieder im alten Glanz.